# Ascoli Calcio 1898 1992-1993
Questa pagina raccoglie le informazioni riguardanti l'Ascoli Calcio 1898 nelle competizioni ufficiali della stagione 1992-1993.

## Stagione
Nella stagione 1992-1993 l'Ascoli disputa il campionato di Serie B, raccoglie 46 punti piazzandosi al sesto posto. Dopo la discesa in Serie B viene ancora affidato a Massimo Cacciatori e sfiora la promozione, persa nell'ultimo atto del torneo cadetto, con la sconfitta per 3-2 sul campo del Padova - nonostante il Picchio si fosse portato sullo 0-2 e fosse ancora in vantaggio a 10' dalla fine - ed entrambe le squadre fuori dal novero delle quattro promosse. Mattatore della stagione bianconera il tedesco Oliver Bierhoff autore di 20 reti, miglior marcatore del campionato, ed un centro in Coppa Italia. Con 57 reti segnate l'Ascoli è la seconda miglior realizzatrice del torneo cadetto. Nella Coppa Italia i bianconeri eliminano il Como nel primo turno, nel secondo turno vengono sconfitti due volte dalla Lazio.

## Rosa
| N. |                     | Ruolo | Calciatore         |
| -- | ------------------- | ----- | ------------------ |
|    | Italia (bandiera)   | D     | Paolo Benetti      |
|    | Germania (bandiera) | A     | Oliver Bierhoff    |
|    | Italia (bandiera)   | P     | Marco Bizzarri     |
|    | Italia (bandiera)   | C     | Giovanni Bosi      |
|    | Italia (bandiera)   | A     | Benito Carbone     |
|    | Italia (bandiera)   | C     | Carlo Cavaliere    |
|    | Italia (bandiera)   | C     | Angelo Cioffi      |
|    | Italia (bandiera)   | C     | Fiorenzo D'Ainzara |
|    | Italia (bandiera)   | D     | Giovanni Di Rocco  |
|    | Italia (bandiera)   | D     | Salvatore Fusco    |
|    | Italia (bandiera)   | D     | Marco Grossi       |

| N. |                      | Ruolo | Calciatore           |
| -- | -------------------- | ----- | -------------------- |
|    | Italia (bandiera)    | P     | Fabrizio Lorieri     |
|    | Italia (bandiera)    | D     | Osvaldo Mancini      |
|    | Italia (bandiera)    | C     | Michele Menolascina  |
|    | Italia (bandiera)    | D     | Carlo Pascucci       |
|    | Italia (bandiera)    | D     | Rosario Pergolizzi   |
|    | Italia (bandiera)    | C     | Angelo Pierleoni     |
|    | Italia (bandiera)    | A     | Claudio Pierantozzi  |
|    | Italia (bandiera)    | A     | Giovanni Spinelli    |
|    | Argentina (bandiera) | C     | Pedro Troglio        |
|    | Italia (bandiera)    | C     | Pietro Zaini         |
|    | Italia (bandiera)    | D     | Francesco Zanoncelli |

## Risultati

### Campionato

#### Girone di andata
| Arbitro: | Bolognino (Milano) |

|                                    |           |  |
| Bierhoff 29’ Zaini 33’ Troglio 90’ | Marcatori |  |

| Arbitro: | Chiesa (Milano) |

|              |           |                |
| Bottazzi 57’ | Marcatori | 71’ B. Carbone |

| Arbitro: | Pezzella |

|                |           |  |
| B. Carbone 45’ | Marcatori |  |

| Arbitro: | Nicchi (Arezzo) |

|  |           |                            |
|  | Marcatori | 12’ B. Carbone 32’ Benetti |

| Arbitro: | Fucci (Salerno) |

|                                          |           |  |
| Benetti 58’ Cavaliere 63’ Pergolizzi 90’ | Marcatori |  |

| Arbitro: | Cesari (Genova) |

|                  |           |  |
| Prytz 70’ (rig.) | Marcatori |  |

| Arbitro: | Cardona (Milano) |

|                   |           |                                                     |
| Lorenzo 1’ (rig.) | Marcatori | 13’, 77’ Bierhoff 29’ (rig.) Zanoncelli 72’ Troglio |

| Arbitro: | Sguizzato (Verona) |

|                       |           |                         |
| Zanoncelli 44’ (rig.) | Marcatori | 33’ Rocco 57’ Scarafoni |

| Arbitro: | Amendolia (Messina) |

|                                             |           |                |
| Bierhoff 15’ (aut.) Dezotti 54’ (rig.), 72’ | Marcatori | 41’ Pergolizzi |

| Ascoli Piceno 8 novembre 1992 10ª giornata | Ascoli               | 0 – 0 | Reggiana | Stadio Cino e Lillo Del Duca\| Arbitro: \| Trentalange (Torino) \| |
| Arbitro:                                   | Trentalange (Torino) |       |          |                                                                    |

| Arbitro: | Collina (Viareggio) |

|  |           |                          |
|  | Marcatori | 31’ Zanoncelli 40’ Zaini |

| Arbitro: | Rosica (Roma) |

|            |           |  |
| Benetti 9’ | Marcatori |  |

| Lucca 29 novembre 1992 13ª giornata | Lucchese         | 0 – 0 | Ascoli | Stadio Porta Elisa\| Arbitro: \| Bazzoli (Merano) \| |
| Arbitro:                            | Bazzoli (Merano) |       |        |                                                      |

| Arbitro: | Quartuccio (Torre Annunziata) |

|                                        |           |                                          |
| Pierleoni 15’ (rig.) Bierhoff 22’, 68’ | Marcatori | 52’ Melchiori 56’ Baldieri 84’ D'Onofrio |

| Arbitro: | Chiesa (Milano) |

|              |           |         |
| Bierhoff 45’ | Marcatori | 82’ Bia |

| Arbitro: | Braschi (Prato) |

|                            |           |             |
| Artistico 62’ Robbiati 81’ | Marcatori | 90’ Troglio |

| Arbitro: | Dinelli (Lucca) |

|  |           |                             |
|  | Marcatori | 41’ Petrachi 62’ Insanguine |

| Arbitro: | Boggi (Salerno) |

|           |           |                         |
| Lerda 38’ | Marcatori | 23’ Zaini 89’ Cavaliere |

| Arbitro: | Franceschini (Bari) |

|                                              |           |                      |
| Pierleoni 7’ (rig.) Troglio 52’ Bierhoff 84’ | Marcatori | 19’ (rig.) Galderisi |

#### Girone di ritorno
| Arbitro: | Bettin (Padova) |

|                                     |           |              |
| Provitali 28’ (rig.), 52’, 68’, 85’ | Marcatori | 15’ Di Rocco |

| Ascoli Piceno 31 gennaio 1993 21ª giornata | Ascoli           | 0 – 0 | SPAL | Stadio Cino e Lillo Del Duca\| Arbitro: \| Arena (Ercolano) \| |
| Arbitro:                                   | Arena (Ercolano) |       |      |                                                                |

| Arbitro: | Boggi (Salerno) |

|  |           |              |
|  | Marcatori | 71’ Bierhoff |

| Arbitro: | Quartuccio (Torre Annunziata) |

|                                                          |           |  |
| Zanoncelli 18’ Cavaliere 44’, 56’ Zaini 73’ Bierhoff 82’ | Marcatori |  |

| Arbitro: | Borriello (Mantova) |

|                              |           |  |
| G. Ferazzoli 45’ Turrini 59’ | Marcatori |  |

| Ascoli Piceno 7 marzo 1993 25ª giornata | Ascoli             | 0 – 0 | Verona | Stadio Cino e Lillo Del Duca\| Arbitro: \| Felicani (Bologna) \| |
| Arbitro:                                | Felicani (Bologna) |       |        |                                                                  |

| Arbitro: | Collina (Viareggio) |

|                   |           |          |
| Bierhoff 45’, 58’ | Marcatori | 78’ Muro |

| Arbitro: | Cardona (Milano) |

|  |           |              |
|  | Marcatori | 80’ Bierhoff |

| Arbitro: | Pellegrino (Barcellona Pozzo di Gotto) |

|                                     |           |  |
| Troglio 6’ Zaini 24’ B. Carbone 60’ | Marcatori |  |

| Reggio Emilia 10 aprile 1993 29ª giornata | Reggiana        | 0 – 0 | Ascoli | Stadio Mirabello\| Arbitro: \| Braschi (Prato) \| |
| Arbitro:                                  | Braschi (Prato) |       |        |                                                   |

| Arbitro: | Racalbuto (Gallarate) |

|                                                       |           |                |
| Bierhoff 53’, 68’ (rig.) Pierleoni 83’ B. Carbone 87’ | Marcatori | 4’ (aut.) Bosi |

| Arbitro: | Bolognino (Milano) |

|             |           |              |
| Laureri 52’ | Marcatori | 58’ Bierhoff |

| Arbitro: | Rosica (Roma) |

|              |           |                     |
| Bierhoff 83’ | Marcatori | 12’ (aut.) Pascucci |

| Arbitro: | Ceccarini (Livorno) |

|            |           |               |
| Biondo 75’ | Marcatori | 85’ Cavaliere |

| Arbitro: | Collina (Viareggio) |

|         |           |              |
| Bia 90’ | Marcatori | 77’ Bierhoff |

| Arbitro: | Dinelli (Lucca) |

|              |           |                     |
| Bierhoff 21’ | Marcatori | 40’ (rig.) Robbiati |

| Arbitro: | Trentalange (Torino) |

|             |           |                |
| Nardini 56’ | Marcatori | 25’ Pergolizzi |

| Arbitro: | Braschi (Prato) |

|                                             |           |  |
| Destro 1’ (aut.) B. Carbone 76’ Troglio 86’ | Marcatori |  |

| Arbitro: | Pairetto (Nichelino) |

|                                         |           |                  |
| Simonetta 33’ Gabrieli 78’ Montrone 89’ | Marcatori | 1’, 31’ Bierhoff |

## Coppa Italia
| Arbitro: | Bettin (Padova) |

|                      |           |                             |
| Mazzoleni 32’ (rig.) | Marcatori | 22’ Bierhoff 66’ B. Carbone |

| Arbitro: | Amendolia (Messina) |

|  |           |                                                   |
|  | Marcatori | 21’ Bacci 51’ Riedle 66’ (rig.) Signori 88’ Fuser |

| Arbitro: | Dinelli (Lucca) |

|             |           |  |
| Signori 29’ | Marcatori |  |